# Пурпурен пирен
Пурпурният пирен (Erica cruenta) е вид покритосеменно растение от семейство Пиренови (Ericaceae).

## Разпространение и местообитание
Видът е родом от Капска провинция, Южна Африка.

## Описание
Erica cruenta е изправен храст достигащ на височина до 60 – 90 см, и покриващ площ в диаметър около 46 – 60 см. Кървавочервените тръбни цветове са извити и имат дължина около 3 см.
Цъфти за дълъг период от август до януари. Издържа на температури до -2 °C.
Популацията на вида е стабилна.